# Air Poitou-Charentes
Air Poitou-Charentes était une ancienne compagnie aérienne régionale française basée sur l'Aéroport de Poitiers dans la Vienne, effectuant du transport à la demande et des liaisons aériennes régulières.

## Histoire
La compagnie Air Poitou-Charentes était créée en 1969 comme compagnie de transport à la demande au départ de l'aéroport de Poitiers-Biard,.
Elle avait adopté l'enseigne Air Pyrénées en 1968 qui possédait un Cessna 310.
Elle était également connue sous le diminutif "Air Poitou".
Elle ouvrait des lignes régulières dès 1969 au départ de Poitiers vers Marseille, Strasbourg, Dijon et Mulhouse, la desserte comme Lyon étant exploitée par Touraine Air Transport (TAT).
Air Poitou-Charentes se rapprochait de la compagnie TAT pour mettre en commun les atouts de la TAT (Atelier de maintenance et centre de formation et de recyclage des Personnels Navigants),. Elles préféraient être complémentaires au lieu de se regrouper.
Mais en 1974, la compagnie TAT absorbait Air Poitou-Charentes,,, comme elle avait absorber d'autres compagnies dites de troisième niveau dont Rousseau Aviation, Air Périgord ou Air Toulouse.
Une société nouvelle était alors créée, la "SERTIC AIR POITOU-CHARENTES"  (Société d'expansion Régionale Touristique Industrielle et commerciale) qui exploitait la compagnie de transport aérien Air Poitou-Charentes. Elle était basée à Tours, Aérodrome Saint-Symphorien siège de la T.A.T.

## Les autres compagnies Air Poitou-Charentes
Dans les années 80-90, une autre compagnie du même nom avait été créée. Elle était basée près de Rochefort.
En 1994, c'était la compagnie MID Airways (code OACI : MID, code IATA : MI, indicatif radio : MID AIRWAYS) créée pour assurer la ligne régulière Albi-Castres-Paris pour la TAT European Airlines en 1994 et 1995 en Fokker-28 immatriculé F-GDUS qui avait également pris ce nom d'Air Poitou-Charentes. Elle avait déménagé de l'aéroport de Castres vers l'aéroport de Poitiers pour assurer d'autres convention de lignes. Cette compagnie cessait ses activités en 1996.
Enfin, c'est la compagnie Air Poitiers (code OACI : FUR, indicatif radio : FUTUROSCOPE) qui reprenait ce nom d'Air Poitou-Charentes.

## Le réseau
- Poitiers - Marseille[16]
- Poitiers - Strasbourg[16]
- Poitiers - Dijon - Mulhouse[17]

## Flotte
- Beechcraft Baron 55[18]
- Cessna 170[18]